# Richard Wurmbrand
Richard Wurmbrand, també conegut com a Nicolai Ionescu (24 de març de 1909 - 17 de febrer de 2001) va ser un sacerdot evangèlic luterà romanès i professor d'ascendència jueva.
El 1948, convertit-se en cristià deu anys abans, va dir públicament que el comunisme i el cristianisme eren incompatibles. Wurmbrand va predicar als refugis antiaeris i va rescatar jueus durant la Segona Guerra Mundial. Com a resultat, va experimentar l'empresonament i la tortura per part del llavors règim comunista de Romania, que va mantenir una política d'ateisme estatal. Després de complir un total de catorze anys, va ser rescatat per 10.000 dòlars.
Els seus col·legues a Romania el van instar a abandonar el país i treballar per la llibertat religiosa des d'un lloc menys perillós personalment. Després de passar un temps a Noruega i Anglaterra, ell i la seva dona Sabina, que també havia estat empresonada, van emigrar a Amèrica i van dedicar la resta de la seva vida a donar a conèixer i ajudar els cristians perseguits per les seves creences. Va escriure més de 18 llibres, el més conegut és Torturat per Crist i Resposta a la Bíblia (atea) de Moscou. Variacions de les seves obres s'han traduït a més de 65 idiomes. El seu fill Michael dirigeix la Fundació Richard Wurmbrand oficial, una organització missionera cristiana interconfessional, que ofereix llibres als seus pares de manera gratuïta.

## Primers anys de vida
Richard Wurmbrand, el més jove de quatre nois, va néixer l'any 1909 a Bucarest en una família jueva. Va viure una estona amb la seva família a Istanbul, el seu pare va morir als 9 anys i els Wurmbrand van tornar a Romania quan ell tenia 15 anys.
Quan era adolescent, va ser enviat a estudiar marxisme a Moscou, però va tornar clandestinament l'any següent. Perseguit per Siguranţa Statului (la policia secreta), va ser detingut i detingut a la presó de Doftana. Quan va tornar a la seva pàtria, Wurmbrand ja era un important agent, líder i coordinador de la Komintern pagat directament des de Moscou. Com altres comunistes romanesos, va ser arrestat diverses vegades, després condemnat i alliberat de nou.
Es va casar amb Sabina Oster el 26 d'octubre de 1936. Wurmbrand i la seva dona (coneguda com a Bintzea pels seus amics) es van convertir al cristianisme l'any 1938 a causa del testimoni de Christian Wolfkes, un fuster cristià romanès; es van unir al Ministeri de l'Església Anglicana entre el poble jueu (CMJ UK). Wurmbrand va ser ordenat dues vegades: primer com a anglicà, després, després de la Segona Guerra Mundial, com a sacerdot luterà. El 1944, quan la Unió Soviètica va ocupar Romania com el primer pas per establir un règim comunista, Wurmbrand va començar un ministeri als seus compatriotes romanesos i als soldats de l'Exèrcit Roig; la República Socialista de Romania tenia una doctrina de l'ateisme estatal. Quan el govern va intentar controlar les esglésies, va començar immediatament un ministeri "clandestí" al seu poble. Wurmbrand era professor a l'únic seminari luterà del seu país. Encara que era un devot sacerdot luterà, Wurmbrand era molt ecumènic, ja que treballava amb cristians de moltes denominacions. Wurmbrand és recordat pel seu coratge en aixecar-se en una reunió de líders de l'església i denunciar el control governamental de les esglésies. Va ser detingut el 29 de febrer de 1948, mentre anava a un servei diví.

## Empresonaments
Wurmbrand, que va passar per les instal·lacions penals de Craiova, Gherla, el canal Danubi-Mar Negre, la presó de Văcăreşti, Malmaison, Cluj i, finalment, Jilava, va passar tres anys en aïllament. Aquest confinament era en una cel·la a dotze peus sota terra, sense llums ni finestres. No hi havia cap so perquè fins i tot els guàrdies portaven feltre a les soles de les sabates. Més tard va explicar que va mantenir el seny dormint durant el dia, despert a la nit i exercint la seva ment i l'ànima component i pronunciant un sermó cada nit. Gràcies a la seva extraordinària memòria, va poder recordar més de 350 d'aquestes, una selecció de les quals va incloure al seu llibre With God in Solitary Confinement, que es va publicar per primera vegada l'any 1969. Durant part d'aquest temps, es va comunicar amb altres reclusos tocant el codi Morse a la paret. D'aquesta manera, va continuar sent "la llum del sol" per als companys de reclusió en lloc de detenir-se en la manca de llum física.
Wurmbrand va ser alliberat del seu primer empresonament el 1956, després de vuit anys i mig. Encara que se li va advertir que no predicés, va reprendre la seva feina a l'església subterrània. Va ser detingut de nou l'any 1959 i condemnat a 25 anys. Durant el seu empresonament, va ser colpejat i torturat. La tortura física incloïa la mutilació, la crema i el tancat en una gran nevera congelada. El seu cos va portar les cicatrius de la tortura física durant la resta de la seva vida. Per exemple, més tard va explicar que li van colpejar les plantes dels peus fins que li van arrencar la carn, i després l'endemà li van tornar a colpejar fins als ossos, afirmant que no hi havia paraules per descriure aquest dolor.
Durant el seu primer empresonament, els partidaris de Wurmbrand no van poder obtenir informació sobre ell; més tard es van assabentar que s'havia fet servir un nom fals als registres de la presó perquè ningú pogués rastrejar el seu parador. Membres de la policia secreta van visitar Sabina fent-se passar per companys presoners alliberats. Van afirmar haver assistit al funeral del seu marit. Durant el seu segon empresonament, la seva dona Sabina va rebre notícies oficials de la seva mort, que ella no creia. La mateixa Sabina havia estat detinguda l'any 1950 i va passar tres anys en treballs penals al canal. El relat autobiogràfic de Sabina d'aquesta època es titula La dona del pastor. El seu únic fill, Mihai, aleshores jove, va ser expulsat dels estudis universitaris en tres institucions perquè el seu pare era pres polític; un intent d'obtenir permís per emigrar a Noruega per evitar el servei obligatori a l'exèrcit romanès no va tenir èxit.
Finalment, Wurmbrand va rebre una amnistia el 1964. Preocupats per la possibilitat que Wurmbrand es veiés obligat a sotmetre's a més empresonament, la Missió Noruega als Jueus i l'Aliança Cristiana Hebrea van negociar amb les autoritats comunistes per al seu alliberament de Romania per 10.000 dòlars (tot i que la tarifa vigent per als presos polítics era de 1.900 dòlars). Va ser convençut pels líders de l'església clandestina de marxar i convertir-se en una veu per a l'església perseguida. Va dedicar la resta de la seva vida a aquest esforç, malgrat les advertències i les amenaces de mort.
Era amic de Costache Ioanid, el poeta cristià romanès.

## Assoliments, influència i mort
Wurmbrand va viatjar a Noruega, Anglaterra i després als Estats Units. Al maig de 1966, va declarar a Washington, DC, davant el Subcomitè de Seguretat Interna del Senat dels Estats Units. Aquell testimoni, en què es va treure la camisa davant les càmeres de televisió per mostrar les cicatrius de la seva tortura, el va cridar l'atenció pública. Va ser conegut com "La veu de l'Església clandestina", fent molt per donar a conèixer la persecució dels cristians als països comunistes. Va recopilar proves circumstancials que Marx era un satanista.
L'abril de 1967, els Wurmbrand svan formar Jesus del Món Comunista (més tard rebatejat com a La Veu dels Màrtirs), una organització interconfesional que treballava inicialment amb i per als cristians perseguits als països comunistes, però que posteriorment va ampliar les seves activitats per ajudar els creients perseguits en altres llocs, especialment. al món musulmà.
El 1990, Richard i Sabina Wurmbrand van tornar a Romania per primera vegada en 25 anys. La Veu dels Màrtirs va obrir una impremta i una llibreria a Bucarest. El nou alcalde de Bucarest havia ofert un espai d'emmagatzematge per als llibres al palau de l'antic dictador Nicolae Ceaușescu, on Richard havia passat anys tancat, pregant per un ministeri a la seva terra natal. Wurmbrand es va dedicar a predicar amb ministres locals de gairebé totes les denominacions.
Wurmbrand va escriure 18 llibres en anglès i altres en romanès. El seu llibre més conegut, titulat Tortured for Christ, es va publicar el 1967. En diversos d'ells va escriure amb molta valentia i contundència contra el comunisme; no obstant això, va mantenir una esperança i compassió fins i tot per aquells que el torturaven "mirant els homes... no com són, sinó com seran... També vaig poder veure en els nostres perseguidors. un futur apòstol Pau... (i) el carceller de Filips. que es va convertir". Wurmbrand va viure per última vegada a Palos Verdes, Califòrnia.
Va morir als 91 anys el 17 de febrer de 2001 en un hospital de Torrance, Califòrnia. La seva dona, Sabina, havia mort sis mesos abans l'11 d'agost de 2000. El 2006, va ser votat cinquè entre els millors romanesos segons l'enquesta de Mari Români.

## Llibres
- 100 meditacions a la presó
- Sol amb Déu: nous sermons des de l'aïllament
- Resposta a mig milió de cartes
- Resposta a la Bíblia de Moscou (ateu).
- Crist a les presons comunistes
- Crist al camí jueu
- Del patiment al triomf!
- Dels llavis dels nens
- Si els murs de la presó poguessin parlar
- Si això fos Crist, li donaries la teva manta?
- Al metro de Déu
- Jesús (amic dels terroristes)
- Marx i Satanàs (Crossways Books, 1986)
- La meva resposta als ateus de Moscou (Arlington House, 1975)
- La meva correspondència amb Jesús
- Arribant cap a les altures
- La resposta a la Bíblia de Moscou
- Els Oracles de Déu
- Els Vencedors
- La cançó més dolça
- La Benedicció Total
- Torturats per Crist (1967)
- Fe victoriosa
- Amb Déu en confinament solitari

## Videoografia
- Torturat per Crist - Docudrama.
- Richard i Sabina Wurmbrand - DVD documental.
- Torchlighters: The Richard Wurmbrand Story - DVD animat per a nens de 8 a 12 anys.